# Большая Ельма
Большая Ельма (в верховье — Ельма) — река в Вологодской области России.
Протекает по территории Вологодского района. Исток находится юго-восточнее деревни Яруново, впадает в Кубенское озеро у деревни Коробово. Длина реки составляет 60 км. Вдоль течения реки расположены населённые пункты Новленского сельского поселения. Высота устья — 110 м над уровнем моря.

## Притоки (км от устья)
- 25 км: река Седловка (лв)

## Данные водного реестра
По данным государственного водного реестра России относится к Двинско-Печорскому бассейновому округу, водохозяйственный участок реки — озеро Кубенское и реки Сухона от истока до Кубенского гидроузла, речной подбассейн реки — Сухона. Речной бассейн реки — Северная Двина.
Код объекта в государственном водном реестре — 03020100112103000005054.